# Meltripata
Meltripata is een geslacht van rechtvleugeligen uit de familie veldsprinkhanen (Acrididae). De wetenschappelijke naam van dit geslacht is voor het eerst geldig gepubliceerd in 1912 door Bolívar.

## Soorten
Het geslacht Meltripata omvat de volgende soorten:
- Meltripata aberrans Willemse, 1957
- Meltripata antennata Miller, 1934
- Meltripata bolivari Willemse, 1938
- Meltripata cauta Miller, 1935
- Meltripata chloronema Zheng, 1982
- Meltripata intermedia Miller, 1935
- Meltripata javana Ramme, 1941
- Meltripata martini Ramme, 1941
- Meltripata milleri Willemse, 1957
- Meltripata picta Bolívar, 1923
- Meltripata picturata Miller, 1935
- Meltripata shelfordi Willemse, 1938
- Meltripata vagans Miller, 1939